# Hội trường Olympic (Seoul)
Hội trường Olympic là một địa điểm âm nhạc nằm trong Công viên Olympic ở Bangi-dong, Songpa-gu, Seoul, Hàn Quốc.
Năm 2011, Hội trường Olympic được Bộ Văn hóa, Thể thao và Du lịch và Quỹ Xúc tiến Thể thao Hàn Quốc cải tạo thành nhà hát. Dự án cải tạo kéo dài một năm, bao gồm sân khấu của hội trường chính được mở rộng với sức chứa 2.452 chỗ ngồi, một phòng triển lãm để giới thiệu lịch sử K-pop từ thập niên 1920 đến nay và một nhà hát nhỏ có sức chứa 240 chỗ ngồi dành cho các nhạc sĩ indie và nghệ sĩ mới. Hội trường đã được mở cửa trở lại vào ngày 22 tháng 6 năm 2011 với một buổi biểu diễn kỷ niệm của các ca sĩ kỳ cựu và các nhóm nhạc K-pop bao gồm Super Junior, 2PM, 4Minute, 2NE1 và After School.

## Các sự kiện đáng chú ý
2010–2012
- Kings of Convenience: Kings of Convenience Live in Seoul – Tháng 3 năm 2010[3]
- The Swell Season: The Swell Season Live in Seoul – 7 tháng 4 năm 2010[3]
- 2NE1: NOLZA 2011 – 26, 27 và 28 tháng 8 năm 2011
- Jay Park: New Breed Live in Seoul – 3 tháng 3 năm 2012
- Jay Park: New Breed Asia Tour in Seoul – 18 tháng 8 năm 2012
- Sistar: Femme Fatale – 15 tháng 9 năm 2012
- Hey! Say! JUMP: JUMP WORLD 2012 - Chặng Hàn Quốc – 23 và 24 tháng 6 năm 2012

2013
- BoA: Here I Am – 2013 Special Live – 26 và 27 tháng 1
- Gaon Chart K-Pop Awards lần thứ 2 – 13 tháng 2[4]
- B.A.P: B.A.P – Live on earth – 23 và 24 tháng 2[5][6]
- Sistar: S – 12 tháng 10

2014
- Teen Top: Teen Top 2014 World Tour HIGH KICK – 22 và 23 tháng 2
- BTS: BTS Global Official Fanclub A.R.M.Y 1ST Muster – 29 tháng 3[7]
- Block B: 2014 Blockbuster – 17 và 18 tháng 5
- VIXX: VIXX Live Fantasia [HEX SIGN] – 18, 19, và 20 tháng 7
- Mariah Carey: The Elusive Chanteuse Show – 8 tháng 10
- Taeyang: 2014 Taeyang Concert – 10, 11 và 12 tháng 10
- Roy Kim: "Roy Kim Live Tour: HOME 2014" – 25 và 26 tháng 10
- BtoB: Hello Melody – 31 tháng 10 và 1 tháng 11 năm 2014
- Boyfriend: 2014 Boyfriend, The First Chapter in Seoul "Bewitch" – 23 tháng 11
- MBLAQ: Curtain Call – 29 và 30 tháng 11

2015
- Apink: Pink Paradise – 30 và 31 tháng 1
- BTS: 2015 BTS Live Trilogy Episode I: BTS Begins – 28 và 29 tháng 3[8][9]
- Ailee: Fatal Attraction – 4 tháng 7
- F.T. Island: 2015 F.T. Island Live 'We Will' – 8 và 9 tháng 8
- Super Junior K.R.Y.: Super Junior-K.R.Y. Asia Tour ~Phonograph~ – 22 và 23 tháng 8[10]
- Junho: Last Night in Seoul – 19 và 20 tháng 9
- SG Wannabe: SG Wannabe comeback concert 'I Wanna Be In You' – 9 và 10 tháng 10
- Sweet Sorrow: Sweet Sorrow 10th Anniversary Concert – 13, 14, và 15 tháng 11
- IU: Chat-Shire – 21 và 22 tháng 11
- Jinusean: 2015 Jinusean Concert 'Jinusean Bomb' – 13 tháng 12

2016
- f(x): f(x) The 1st Concert Dimension 4 – Docking Station – 29, 30 và 31 tháng 1[11]
- Gaon Chart K-Pop Awards lần thứ 5 – 17 tháng 2[12]
- Taeyeon: Butterfly Kiss – 9 và 10 tháng 7
- Mamamoo: 2016 Mamamoo Concert Moosical – 13 và 14 tháng 8
- Các nghệ sĩ Antenna: Hello, Antenna: The Label Concert – 23, 24 và 25 tháng 9[13]

2017
- AOMG: Follow The Movement – 11 và 12 tháng 2
- Mamamoo: 2017 Mamamoo Concert Moosical: Curtain Call – 3, 4 và 5 tháng 3
- AOA: AOA 1st Concert 'Ace of Angels' in Seoul – 11 tháng 3[14]
- Taeyeon: Persona – 12, 13, và 14 tháng 5[15]
- Monsta X: Beautiful World Tour – 17 và 18 tháng 6[16]
- Produce 101 Mùa 2: Finale Concert – 1 và 2 tháng 7[17]
- Astro: The 1st ASTROAD to Seoul – 15 và 16 tháng 7
- Lovelyz: Lovelyz 2017 Summer Concert [Alwayz] – 29 và 30 tháng 7
- Girls' Generation: Girls' Generation 10th Anniversary – Holiday to Remember – 5 tháng 8[18]
- Boys24: Boys24 The Final – 12 tháng 8
- Red Velvet: Red Room: Red Velvet First Concert – 18, 19 và 20 tháng 8
- Taemin: Taemin 1st Solo Concert: OFF-SICK – 25, 26 và 27 tháng 8
- Dream Theater: Images, Words & Beyond 25th Anniversary Tour – 16 tháng 9[19]
- VIXX LR: VIXX LR 1st Concert 'Eclipse' in Seoul – 18 và 19 tháng 11

2018
- GFriend: Season of GFriend – 6 và 7 tháng 1[20]
- JBJ: JBJ 1st Concert: A Really Desirable Concert – 3 và 4 tháng 2[21]
- Day6: Every Day6 Finale Concert — The Best Moments – 3 và 4 tháng 3
- iKON: Private Stage [RE-KONNECT] – 11 tháng 3
- OneRepublic: 2018 Asia Tour – 27 tháng 4
- iKON: Private Stage [KOLORFUL] – 9 tháng 6
- Loona: Loonabirth: Debut concert – 19 tháng 8
- Ngũ Nguyệt Thiên: Life Tour – 8 tháng 9
- Stray Kids: Unveil Op. 3: I Am YOU – 21 tháng 10
- Iz*One: Color*Iz Show-Con – 29 tháng 10[22]
- Ailee: I AM: Ailee Tour – 8 và 9 tháng 12

2019
- Loona: Loonaverse: Concert – 16, 17 tháng 2
- Lovelyz: Lovelyz 2019 Summer Concert [Alwayz 2] – 2, 3 và 4 tháng 8
- Blackpink: 2019 Private Stage [Chapter 1] – 21 tháng 9
- Sekai no Owari: TOUR 2019 『The Colors』 – 2 tháng 11
- Stray Kids: World Tour "District 9: Unlock" – 23 và 24 tháng 11

2020
- Victon: Victon 1st Concert [New World] – 4 và 5 tháng 1
- Apink: 2020 Apink 6th concert: Welcome to Pink World – 1 và 2 tháng 2
- Ateez: Ateez World Tour "The Fellowship: Map The Treasure" – 8 và 9 tháng 2

2021
- Treasure: Treasure 1st Private Stage [Teu-Day] – 2 tháng 10
- Mino: YG Palm Stage — 2021 Mino: Maniac – 19 tháng 11
- Kang Seung-yoon: YG Palm Stage — 2021 Yoon: Passage – 21 tháng 11

2022
- Ateez: Ateez World Tour "The Fellowship: Beginning of the End" – 7, 8 và 9 tháng 1
- Stray Kids: Stray Kids 2nd #LoveSTAY "SKZ's Chocolate Factory" – 12 và 13 tháng 2
- Tomorrow X Together: Third Fanlive "Moa X Together" – 5 và 6 tháng 3
- Cravity: Cravity The 1st Concert [Center of Gravity] – 2 và 3 tháng 4
- Treasure: Treasure 1st Concert [Trace] – 9 và 10 tháng 4
- Winner: Winner 2022 Concert [The Circle] – 30 tháng 4 và 1 tháng 5
- WJSN: 2022 WJSN Concert [Wonderland] – 11 và 12 tháng 6
- (G)I-dle: Just Me ( )I-dle World Tour – 17, 18 và 19 tháng 6
- iKON: "iKON 2022 Concert" – 25 và 26 tháng 6
- Mamamoo: Mamamoo World Tour [My Con] – 18, 19 và 20 tháng 11
- Jannabi: Fantastic Old-fashioned End of the Year Party! – 26, 27 tháng 11, 31 tháng 12 và 1 tháng 1